# Eliza Orzeszkowa
Eliza Orzeszkowa, poljska pisateljica, esejistka, publicistka, * 6. junij 1841, Milkowszczyna, † 18. maj 1910, Grodno.

## Življenje
Eliza Orzeszkowa je bila rojena kot Eliza Pawłowska leta 1841 na plemiškem posestvu svojih staršev. Posestvo se je nahajalo v kraju Milkowszczyzna na ozemlju današnje Belorusije, ki je bilo po delitvah Poljske v osemnajstem stoletju priključeno Ruskemu imperiju. Med letoma 1852 in 1857 se je šolala v ženskem samostanu v Varšavi. Tam je spoznala Mario Konopnicko, prav tako pisateljico in pomembno predstavnico poljskega pozitivizma. Po končanem šolanju se je vrnila v svoj rodni kraj in se pri rosnih šestnajstih letih poročila s premožnim plemičem Petrom Orzeszkom. Zakon ni bil uspešen, vendar ji je prebivanje na možovem posestvu v Ludwinowu omogočilo vključitev v družbeno življenje, ki je bilo navdih za nastanek njenih zgodnjih del. 
Ne le na literarnem, Eliza je bila aktivna tudi na socialnem področju. Ukvarjala se je z demokratično reformo, zagovarjala izobrazbo in gospodarsko neodvisnost žensk, vodila šolo za vaške otroke in se zavzemala za asimilacijo poljskih židov. Tudi po izbruhu januarske vstaje leta 1863 je nadaljevala s socialnim delom, podpirala upornike, težko življenje Poljakov pod carističnim režimom pa opisovala v povestih in novelah.
Po neuspešni vstaji se je njeno življenje korenito spremenilo. Zaradi zaostritve ukrepov ruskih oblasti so njenemu možu zasegli premoženje in ga izgnali v Sibirijo. Eliza se je vrnila na svoje rodno posestvo in se leta 1864 poročila z dolgoletnim prijateljem Stanisławom Nahorskim, ki je nekaj let za tem umrl. V času, ki ga je preživela na svojem rodnem posestvu, je skrbela za očetovo obsežno knjižnico in intenzivno prebirala dela, ne le iz leposlovja, temveč tudi iz filozofije in ekonomije. Zaradi težkih ramer so morali posestvo prodati in Eliza se je preselila v Grodno. Med letoma 1879 in 1882 je živela v Vilni, kjer je delovala kot solastnica knjigarne. Izdajala je knjige in revije, a ruske oblasti tega niso odobravale in Eliza se je vrnila nazaj v Grodno.
Leta 1904 je bila kandidatka za Nobelovo nagrado. Nagrado je tisto leto prejel Henryk Sienkiewicz.
Umrla je leta 1910 v Grodnu, kjer je bila tudi pokopana. Danes se tam nahaja njen muzej.

## Delo
Eliza Orzeszkowa se je v svojih delih poglabljala v žensko problematiko in feminizem. Njena dela so prevedena v različne jezike. Opisovala je družino, narodne odnose ter žensko problematiko svojega časa. Ženske je v svojih delih spodbujala k racionalnemu razmišljanju in dojemanju družbenih dogajanj in s tem k čim večji samostojnosti. Kot pomembne dejavnike, ki so vplivali na položaj žensk, je Orzeszkowa omenjala izobrazbo, vzgojo in prizadevanje družbe za enakopraven položaj žensk v družbi, ter vlogo moških v prizadevanju za to samostojnost. 
Eliza Orzeszkowa je bila feministična aktivistka, kar vidimo v romanu Marta, v katerem skozi glavni lik opazujemo razvoj individualnosti in obveznosti do dela ter pravico žensk do le-tega. Pri tem avtorica poudarja, da ne gre za boj proti človeku ali v tem primeru moškemu, temveč gre za sodelovanje, ki bi odprlo pot do enakopravnosti. V nasprotju s konzervativnim krščanskim okoljem, v katerem je živela, je v delih opozarjala na vpliv katoliške vere na življenja žensk. Verjela je, da je vera nadomestila ženske želje po zastavljanju ciljev in izobraževanju. Nasprotovala je omejenosti ženskih želja in vrednot zgolj na zakon, družino, otroke in moške. 
Njena dejavnost je hitro vzbudila zanimanje soustvarjalk in liberalnih intelektualcev. Leta 1877 je tako skupaj z Wilhelmino Zyndram Kościałkowsko napisala in izdala novelo Zlata Grofica. Med leti 1870 in 1882 je državni založniški inštitut izdal trilogijo Orzeszkowe pod naslovom Družbena publicistika, ki se deli na Državljansko mišljenje, judje, žensko vprašanje, (1. del), Disertacije, študije, članki (2. del), in Kolumne, korespondenca, ocene, govori (3. del). Delo vsebuje opombe s kratkimi zgodovinami posameznih besedil ter zgodovinskimi in kulturnimi opombami in komentarji. Delo pokriva celotno biografijo avtorice.

## Prevodi v slovenščino
- Stara Romanka (Vekoslav Benkovič; 1893)
- Slika iz gladnih let (Peter Miklavec; 1896)
- Kmetavzar (France Bevk; 1931)
- A ... B ... C ... v zbirki Poljske novele : starejši pisatelji (1864 – 1914) (France Vodnik; 1951)